# Davor Jozić
Davor Jozić (in cir. Давор Јозић; Konjic, 22 settembre 1960) è un allenatore di calcio ed ex calciatore jugoslavo, dal 1992 bosniaco.

## Carriera

### Giocatore

#### Club
Inizia a giocare nella massima divisione jugoslava nella stagione 1979-1980 indossando la maglia del Sarajevo, con cui vince il titolo nella stagione 1984-1985. Nell'estate del 1987 passa al neopromosso Cesena, disputando quattro campionati consecutivi in Serie A e gli ultimi due in Serie B. Dopo 170 presenze (114 in A e 56 in B) e 3 gol (1 in A e 2 in B) con la formazione romagnola, nel 1993 si trasferisce in Messico tra le file dell'América. Torna infine in Italia per militare prima in una squadra amatoriale dei dintorni di Cesena, chiudendo poi la carriera nello Spezia nella Serie C1 1995-1996.

#### Nazionale
Esordisce nella Jugoslavia nel 1984, prendendo parte anche all'Olimpiade di Seul. Partecipa al campionato del mondo 1990 con la Nazionale maggiore, che arriva fino ai quarti di finale: è qui battuta dall'Argentina ai calci di rigore. Jozić scende in campo in tutte e cinque le gare, segnando anche gli unici gol della sua carriera: quello nella sfida con la Germania Ovest (sconfitta per 4-1) e quello della vittoria contro la Colombia (1-0). Disputa l'ultima gara in nazionale nel 1991, fermandosi a 27 presenze e 2 gol.

### Allenatore
Dopo aver conseguito il patentino da allenatore, ha guidato diverse formazioni giovanili del Cesena. Nel 2012 passa al Varese, seguendo Fabrizio Castori di cui era già secondo a Cesena. I due vanno poi alla Reggina, che milita nella Serie B 2013-2014, venendo sollevati dall'incarico dopo sei giornate. Nel 2019 Jozić torna al Cesena, ricoprendo il ruolo di direttore del settore giovanile.

## Palmarès

### Club

#### Competizioni nazionali
- Campionato jugoslavo: 1

FK Sarajevo: 1984-1985

## Statistiche

### Cronologia presenze e reti in nazionale
| Cronologia completa delle presenze e delle reti in nazionale ― Jugoslavia | Cronologia completa delle presenze e delle reti in nazionale ― Jugoslavia | Cronologia completa delle presenze e delle reti in nazionale ― Jugoslavia | Cronologia completa delle presenze e delle reti in nazionale ― Jugoslavia | Cronologia completa delle presenze e delle reti in nazionale ― Jugoslavia | Cronologia completa delle presenze e delle reti in nazionale ― Jugoslavia | Cronologia completa delle presenze e delle reti in nazionale ― Jugoslavia | Cronologia completa delle presenze e delle reti in nazionale ― Jugoslavia |
| Data                                                                      | Città                                                                     | In casa                                                                   | Risultato                                                                 | Ospiti                                                                    | Competizione                                                              | Reti                                                                      | Note                                                                      |
| ------------------------------------------------------------------------- | ------------------------------------------------------------------------- | ------------------------------------------------------------------------- | ------------------------------------------------------------------------- | ------------------------------------------------------------------------- | ------------------------------------------------------------------------- | ------------------------------------------------------------------------- | ------------------------------------------------------------------------- |
| 12-9-1984                                                                 | Glasgow                                                                   | Scozia                                                                    | 6 – 1                                                                     | Jugoslavia                                                                | Amichevole                                                                | -                                                                         | 65’                                                                       |
| 20-10-1984                                                                | Lipsia                                                                    | Germania Est                                                              | 2 – 3                                                                     | Jugoslavia                                                                | Qual. Mondiali 1986                                                       | -                                                                         | 83’                                                                       |
| 29-1-1985                                                                 | Kochi                                                                     | Cina                                                                      | 1 – 1                                                                     | Jugoslavia                                                                | Coppa Nehru                                                               | -                                                                         |                                                                           |
| 1-2-1985                                                                  | Kochi                                                                     | Corea del Sud                                                             | 1 – 3                                                                     | Jugoslavia                                                                | Coppa Nehru                                                               | -                                                                         | 65’                                                                       |
| 4-2-1985                                                                  | Kochi                                                                     | Unione Sovietica                                                          | 2 – 1                                                                     | Jugoslavia                                                                | Coppa Nehru                                                               | -                                                                         | 49’                                                                       |
| 23-9-1987                                                                 | Pisa                                                                      | Italia                                                                    | 1 – 0                                                                     | Jugoslavia                                                                | Amichevole                                                                | -                                                                         | 75’                                                                       |
| 19-10-1988                                                                | Glasgow                                                                   | Scozia                                                                    | 1 – 1                                                                     | Jugoslavia                                                                | Qual. Mondiali 1990                                                       | -                                                                         | 33’                                                                       |
| 19-11-1988                                                                | Belgrado                                                                  | Jugoslavia                                                                | 3 – 2                                                                     | Francia                                                                   | Qual. Mondiali 1990                                                       | -                                                                         |                                                                           |
| 11-12-1988                                                                | Belgrado                                                                  | Jugoslavia                                                                | 4 – 0                                                                     | Cipro                                                                     | Qual. Mondiali 1990                                                       | -                                                                         |                                                                           |
| 5-4-1989                                                                  | Amarousio                                                                 | Grecia                                                                    | 1 – 4                                                                     | Jugoslavia                                                                | Amichevole                                                                | -                                                                         |                                                                           |
| 29-4-1989                                                                 | Parigi                                                                    | Francia                                                                   | 0 – 0                                                                     | Jugoslavia                                                                | Qual. Mondiali 1990                                                       | -                                                                         |                                                                           |
| 14-6-1989                                                                 | Oslo                                                                      | Norvegia                                                                  | 1 – 2                                                                     | Jugoslavia                                                                | Qual. Mondiali 1990                                                       | -                                                                         | 16’ 70’                                                                   |
| 20-9-1989                                                                 | Novi Sad                                                                  | Jugoslavia                                                                | 3 – 0                                                                     | Grecia                                                                    | Amichevole                                                                | -                                                                         | 46’                                                                       |
| 11-10-1989                                                                | Belgrado                                                                  | Jugoslavia                                                                | 1 – 0                                                                     | Norvegia                                                                  | Qual. Mondiali 1990                                                       | -                                                                         | 56’                                                                       |
| 28-3-1990                                                                 | Łódź                                                                      | Polonia                                                                   | 0 – 0                                                                     | Jugoslavia                                                                | Amichevole                                                                | -                                                                         |                                                                           |
| 26-5-1990                                                                 | Lubiana                                                                   | Jugoslavia                                                                | 0 – 1                                                                     | Spagna                                                                    | Amichevole                                                                | -                                                                         |                                                                           |
| 3-6-1990                                                                  | Zagabria                                                                  | Jugoslavia                                                                | 0 – 2                                                                     | Paesi Bassi                                                               | Amichevole                                                                | -                                                                         |                                                                           |
| 10-6-1990                                                                 | Milano                                                                    | Germania Ovest                                                            | 4 – 1                                                                     | Jugoslavia                                                                | Mondiali 1990 - 1º turno                                                  | 1                                                                         |                                                                           |
| 14-6-1990                                                                 | Bologna                                                                   | Colombia                                                                  | 0 – 1                                                                     | Jugoslavia                                                                | Mondiali 1990 - 1º turno                                                  | 1                                                                         |                                                                           |
| 19-6-1990                                                                 | Bologna                                                                   | Jugoslavia                                                                | 4 – 1                                                                     | Emirati Arabi Uniti                                                       | Mondiali 1990 - 1º turno                                                  | -                                                                         |                                                                           |
| 26-6-1990                                                                 | Verona                                                                    | Spagna                                                                    | 1 – 2 dts                                                                 | Jugoslavia                                                                | Mondiali 1990 - Ottavi di finale                                          | -                                                                         |                                                                           |
| 30-6-1990                                                                 | Firenze                                                                   | Argentina                                                                 | 0 – 0 dts (3 – 2 dtr)                                                     | Jugoslavia                                                                | Mondiali 1990 - Quarti di finale                                          | -                                                                         |                                                                           |
| 12-9-1990                                                                 | Belfast                                                                   | Irlanda del Nord                                                          | 0 – 2                                                                     | Jugoslavia                                                                | Qual. Euro 1992                                                           | -                                                                         |                                                                           |
| 31-10-1990                                                                | Belgrado                                                                  | Jugoslavia                                                                | 4 – 1                                                                     | Austria                                                                   | Qual. Euro 1992                                                           | -                                                                         |                                                                           |
| 14-11-1990                                                                | Copenaghen                                                                | Danimarca                                                                 | 0 – 2                                                                     | Jugoslavia                                                                | Qual. Euro 1992                                                           | -                                                                         |                                                                           |
| 27-3-1991                                                                 | Belgrado                                                                  | Jugoslavia                                                                | 4 – 1                                                                     | Irlanda del Nord                                                          | Qual. Euro 1992                                                           | -                                                                         |                                                                           |
| 1-5-1991                                                                  | Belgrado                                                                  | Jugoslavia                                                                | 1 – 2                                                                     | Danimarca                                                                 | Qual. Euro 1992                                                           | -                                                                         | 66’                                                                       |
| Totale                                                                    |                                                                           | Presenze                                                                  | 27                                                                        |                                                                           | Reti                                                                      | 2                                                                         |                                                                           |